# Louis Johnson
Louis Johnson  (Los Angeles, 13 de abril de 1955 – Las Vegas, 21 de maio de 2015) foi um músico (guitarrista e baixista) norte-americano. Johnson ficou conhecido por sua participação no grupo The Brothers Johnson e por seu trabalho em vários álbuns das décadas de 1970 e de 1980, inclusive no "álbum mais vendido de todos os tempos": Thriller. Seu instrumento de preferência era o baixo Music Man StingRay feito por Leo Fender especialmente para Johnson estrear e promover. Louis Johnson notabilizou-se pela sua técnica de slap no baixo. Ele foi ranqueado na 38ª colocação na lista da revista Bass Player entre os 100 maiores baixistas.

## Biografia
O trabalho de Louis Johnson aparece em gravações muito conhecidas de vários artistas famosos. Johnson tocou nos álbuns Off the Wall, Thriller e Dangerous de Michael Jackson, com destaque para os sucessos "Billie Jean" e "Don't Stop 'Til You Get Enough". Ele também tocou no álbum de George Benson, Give Me the Night e foi um dos três baixistas a trabalhar no álbum de 1979 de Herb Alpert, Rise, que incluiu a canção-título, que chegou ao Top 10 e foi vencedora do Grammy. Em função de seu estilo característico, Johnson foi apelidado "Thunder-Thumbs". His slap bass playing arrived soon after Larry Graham brought it into the mainstream, and both are considered the "grandfathers" of slap-bass playing.[carece de fontes?]
Suas linhas de baixo slap figuram com proeminência em seu trablalho com Stanley Clarke no álbum Time Exposure, em seu trabalho com Grover Washington Jr. (Hydra), George Duke (Guardian of the Light, Thief in the Night), Jeffrey Osborne (Jeffrey Osborne e Stay with Me Tonight). A linha de baixo para a canção de Michael McDonald "I Keep Forgettin' (Every Time You're Near)" tem sido sampleada como base para dezenas de canções de rap. Sem qualquer dedilhado, Johnson realiza uma complicada linha de baixo usando uma combinação de slap com a mão direita usando o polegar, fazendo um contraponto de slap com o dedo médio da mão esquerda fazendo o mute e criando assim um som percussivo, adicionado às notas do baixo. Seu estilo incorporou mais dedilhados em combinação com as batidas, resultando em um som único.

## Morte
Louis Johnson faleceu em 21 de maio de 2015 aos 60 anos.

## Colaborações
Johnson gravou e se apresentou com os seguintes artistas, listados em ordem alfabética:
- Andrae Crouch
- Angela Bofill
- Anita Baker
- Aretha Franklin
- Billy Preston
- Bill Withers
- Björk
- The Brothers Johnson
- The Controllers
- The Crusaders
- Dave Grusin
- David Diggs
- Deniece Williams
- Donna Summer
- Donn Thomas
- Earl Klugh
- Gábor Szabó
- George Benson
- Gene Van Buren
- George Duke
- Grover Washington Jr.
- Harvey Mason
- Herb Alpert
- Herbie Hancock
- Hiroshima
- Irene Cara
- The Jacksons
- James Ingram
- Jeffrey Osborne
- John Mellencamp
- Karen Carpenter
- Kent Jordan
- Kenny Loggins
- Lee Ritenour
- Leon Haywood
- Lesley Gore
- Makoto Izumitani
- Michael Jackson
- Michael McDonald
- Natalie Cole
- Patti Austin
- Paul McCartney
- Peabo Bryson
- Peggy Lee
- Phil Collins
- Pointer Sisters
- Quincy Jones
- Randy Badazz
- Rene & Angela
- The Ritz
- Rufus
- Sérgio Mendes
- Side Effect
- Sister Sledge
- Stanley Clarke
- Stevie Nicks
- Stevie Wonder
- Sweet Comfort Band
- Temptations
- Vanity 6

## Trabalhos-solo
| Ano  | Título                     | Formato   | Gravadora              | Informações adicionais |
| ---- | -------------------------- | --------- | ---------------------- | --- |
| 1981 | Passage                    | Álbum     | A&M                    | Álbum gospel, incluindo Louis Johnson, Valerie Johnson (ex-esposa) e o ex-vocalista e percussionista do Brothers Johnson, Richard Heath. |
| 1985 | "Kinky"/"She's Bad"        | Single    | Capitol                | Lançado somente na Europa. Coescrito por Tony Haynes.                                                                                    |
| 1985 | Evolution                  | Álbum     | Capitol                | Lançado somente na Europa. |
| 1985 | Star Licks Master Sessions | VHS Video | Star Licks Productions | Vídeo didático/instrucional de Louis Johnson relançado em DVD pela companhia Hal Leonard.                                                |